# ポール・ヤニッシュ
ポール・ライアン・ヤニッシュ（Paul Ryan Janish, 1982年10月12日 - ）は、アメリカ合衆国テキサス州ヒューストン出身の元プロ野球選手（内野手）。右投右打。

## 経歴

### プロ入り前
サイプレス・クリーク高等学校を卒業し、ライス大学に進学した。2003年にはメンズ・カレッジ・ワールドシリーズ制覇を経験している。7月に開催されたサントドミンゴパンアメリカン競技大会の野球アメリカ合衆国代表に選出された。

### プロ入りとレッズ時代
2004年のMLBドラフト5巡目（全体138位）でシンシナティ・レッズから指名され、6月16日に契約。
2008年5月14日のフロリダ・マーリンズ戦でメジャーデビューを果たした。
2009年には投手として2試合に登板した。
2012年は開幕から傘下のAAA級ルイビル・バッツでプレーし、49試合に出場して打率.237・4本塁打・11打点の成績を残した。

### ブレーブス時代
2012年7月14日にトッド・レドモンドとのトレードで、アトランタ・ブレーブスへ移籍。
2013年は傘下のAAA級グウィネット・ブレーブスで開幕を迎え、41試合に出場。6月23日にメジャー昇格した。12月2日にFAとなった。

### ロッキーズ傘下時代
2014年1月27日にコロラド・ロッキーズとマイナー契約を結んだ。7月1日に自由契約となった。

### ロイヤルズ傘下時代
2014年7月4日にカンザスシティ・ロイヤルズとマイナー契約を結んだ。オフにFAとなった。

### オリオールズ時代

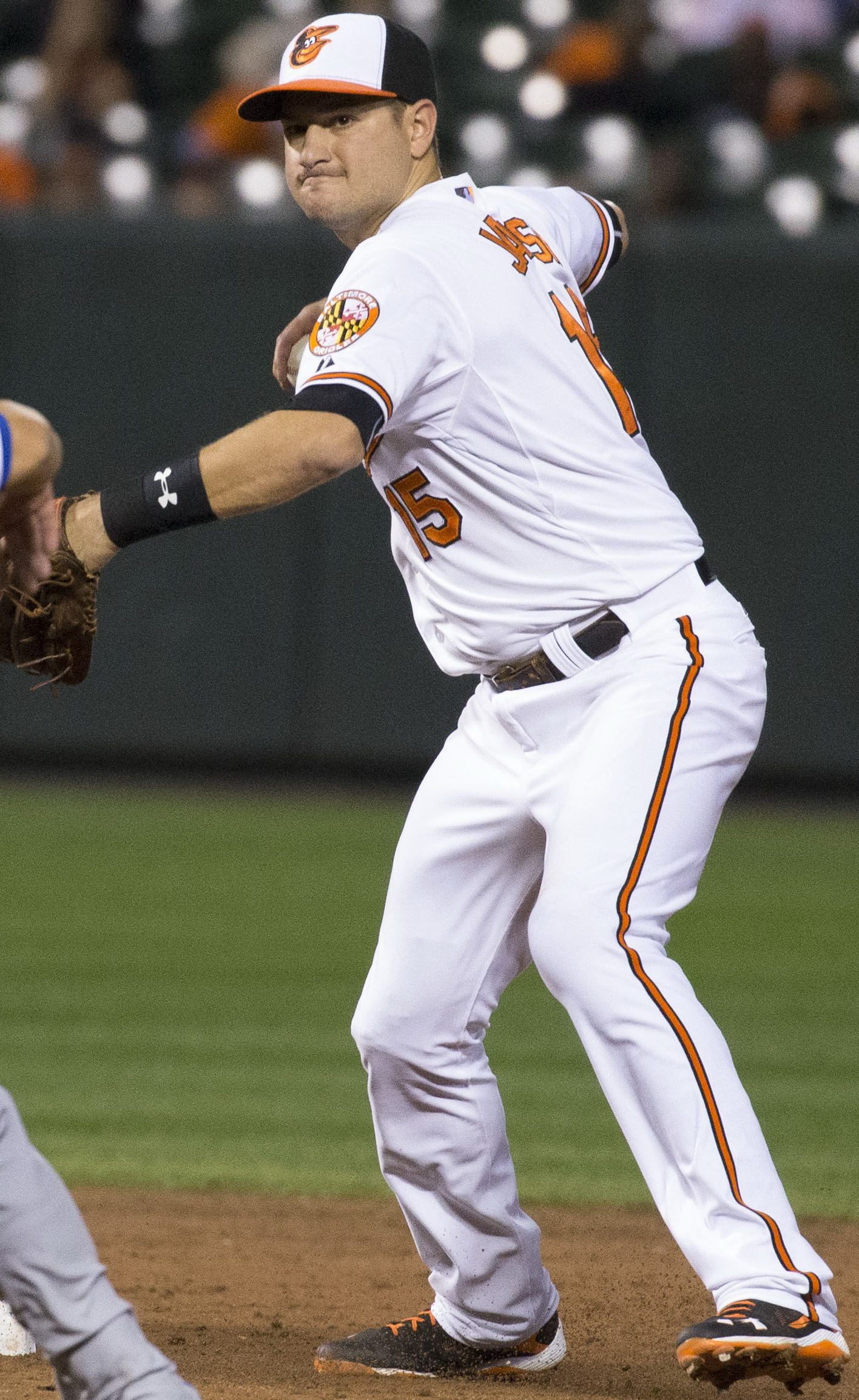
オリオールズでの現役時代（2015年9月30日）

2014年11月20日にボルチモア・オリオールズとマイナー契約を結んだ。
2015年8月25日にメジャー契約となり、アクティブ・ロースター入り。この年はメジャーでは自己最低の14試合出場に終わった。オフの12月2日にDFAとなった。
2016年1月1日にオリオールズとマイナー契約で再契約し、同年のスプリングトレーニングに招待選手として参加することになった。開幕は傘下のAAA級ノーフォーク・タイズで迎えたが、5月7日にメジャー契約を結んでアクティブ・ロースター入りした。6月21日に40人枠を外れる形でAAA級ノーフォークへ配属された。9月15日に再びメジャー契約を結んでアクティブ・ロースター入りした。だが、この年も前年と同じ14試合出場に留まり、打撃面でも調子が上がらずに打率.194、本塁打と打点はゼロに終わった。10月7日にDFAとなり、13日に40人枠から外れた。
2017年2月25日にオリオールズとマイナー契約で再契約し、スプリングトレーニングに招待選手として参加した。開幕はAAA級ノーフォーク出迎えたが、5月21日にライアン・フラハーティの10日間故障者リストの登録に伴い、メジャー契約を結んでアクティブ・ロースター入りした。6月6日にDFAとなり、翌7日に40人枠から外れる形でAAA級ノーフォークへ配属された。6月19日にJ.J.ハーディの故障者リスト入りに伴い、メジャー契約を結んでアクティブ・ロースター入りした。7月8日に再びDFA、11日に40人枠から外れる形でAAA級ノーフォークへ配属された。8月21日に自由契約となり、現役引退を表明した。

### 現役引退後
現役引退後は母校であるライス大学のヘッドコーチを経て、2023年1月にシカゴ・ホワイトソックスの選手育成ディレクターに就任した。

## プレースタイル
遊撃手として守備防御点（DRS）が通算 +24、UZRが通算 +36と守備力は高いものの、打力は貧弱である。

## 詳細情報

### 年度別打撃成績
| 年 度     | 球 団     | 試 合 | 打 席 | 打 数 | 得 点 | 安 打 | 二 塁 打 | 三 塁 打 | 本 塁 打 | 塁 打 | 打 点 | 盗 塁 | 盗 塁 死 | 犠 打 | 犠 飛 | 四 球 | 敬 遠 | 死 球 | 三 振 | 併 殺 打 | 打 率 | 出 塁 率 | 長 打 率 | O P S |
| --------- | --------- | ----- | ----- | ----- | ----- | ----- | -------- | -------- | -------- | ----- | ----- | ----- | -------- | ----- | ----- | ----- | ----- | ----- | ----- | -------- | ----- | -------- | -------- | ----- |
| 2008      | CIN       | 38    | 89    | 80    | 5     | 15    | 2        | 0        | 1        | 20    | 6     | 0     | 0        | 0     | 0     | 7     | 0     | 2     | 18    | 2        | .188  | .270     | .250     | .520  |
| 2009      | CIN       | 90    | 292   | 256   | 36    | 54    | 21       | 0        | 1        | 78    | 16    | 2     | 0        | 5     | 0     | 26    | 1     | 5     | 40    | 8        | .211  | .296     | .305     | .601  |
| 2010      | CIN       | 82    | 228   | 200   | 23    | 52    | 10       | 0        | 5        | 77    | 25    | 1     | 3        | 3     | 1     | 22    | 2     | 2     | 30    | 4        | .260  | .338     | .385     | .723  |
| 2011      | CIN       | 114   | 366   | 336   | 27    | 72    | 14       | 1        | 0        | 88    | 23    | 3     | 2        | 3     | 5     | 18    | 1     | 4     | 46    | 7        | .214  | .259     | .262     | .521  |
| 2012      | ATL       | 55    | 186   | 167   | 18    | 31    | 6        | 1        | 0        | 39    | 9     | 1     | 0        | 0     | 0     | 17    | 0     | 2     | 30    | 1        | .186  | .269     | .234     | .502  |
| 2013      | ATL       | 52    | 45    | 41    | 7     | 7     | 2        | 0        | 0        | 9     | 2     | 0     | 0        | 0     | 1     | 3     | 0     | 0     | 11    | 3        | .171  | .222     | .220     | .442  |
| 2015      | BAL       | 14    | 36    | 35    | 4     | 10    | 3        | 0        | 0        | 13    | 3     | 0     | 0        | 0     | 1     | 0     | 0     | 0     | 3     | 0        | .286  | .278     | .371     | .649  |
| 2016      | BAL       | 14    | 35    | 31    | 3     | 6     | 1        | 0        | 0        | 7     | 0     | 0     | 0        | 0     | 0     | 3     | 0     | 1     | 3     | 0        | .194  | .286     | .226     | .512  |
| 2017      | BAL       | 14    | 28    | 26    | 0     | 2     | 0        | 0        | 0        | 2     | 3     | 0     | 0        | 1     | 0     | 1     | 0     | 0     | 6     | 1        | .077  | .111     | .077     | .188  |
| 通算：9年 | 通算：9年 | 473   | 1305  | 1172  | 123   | 249   | 59       | 2        | 7        | 333   | 87    | 7     | 5        | 12    | 8     | 97    | 4     | 16    | 187   | 26       | .212  | .280     | .284     | .564  |

### 年度別投手成績
| 年 度     | 球 団     | 登 板 | 先 発 | 完 投 | 完 封 | 無 四 球 | 勝 利 | 敗 戦 | セ 丨 ブ | ホ 丨 ル ド | 勝 率 | 打 者 | 投 球 回 | 被 安 打 | 被 本 塁 打 | 与 四 球 | 敬 遠 | 与 死 球 | 奪 三 振 | 暴 投 | ボ 丨 ク | 失 点 | 自 責 点 | 防 御 率 | W H I P |
| --------- | --------- | ----- | ----- | ----- | ----- | -------- | ----- | ----- | -------- | ----------- | ----- | ----- | -------- | -------- | ----------- | -------- | ----- | -------- | -------- | ----- | -------- | ----- | -------- | -------- | ------- |
| 2009      | CIN       | 2     | 0     | 0     | 0     | 0        | 0     | 0     | 0        | 0           | ----  | 17    | 2.0      | 9        | 2           | 2        | 0     | 0        | 3        | 0     | 0        | 11    | 11       | 49.50    | 5.50    |
| 通算：1年 | 通算：1年 | 2     | 0     | 0     | 0     | 0        | 0     | 0     | 0        | 0           | ----  | 17    | 2.0      | 9        | 2           | 2        | 0     | 0        | 3        | 0     | 0        | 11    | 11       | 49.50    | 5.50    |

### 背番号
- 7（2008年 - 2011年）
- 4（2012年 - 2013年）
- 15（2015年 - 2016年）
- 34（2017年）

### 代表歴
- 2003年パンアメリカン競技大会野球アメリカ合衆国代表